# Palimbia
Palimbia es un género de plantas  pertenecientes a la familia Apiaceae. Comprende 13 especies descritas y de estas, solo 1 aceptada.

## Taxonomía
El género fue descrito por Besser ex DC. y publicado en Prodromus Systematis Naturalis Regni Vegetabilis 4: 175. 1830. La especie tipo es: Palimbia salsa Besser		

## Especies
A continuación se brinda un listado de las especies del género Palimbia descritas hasta julio de 2013, ordenadas alfabéticamente. Para cada una se indica el nombre binomial seguido del autor, abreviado según las convenciones y usos.
- Palimbia alpigenum K.Koch ex Boiss.
- Palimbia carvifolia W.D.J.Koch ex DC.
- Palimbia ceylanica (Gardner) M.Hiroe
- Palimbia chabraei DC.
- Palimbia chabraei Bertol.
- Palimbia chrysantha K.Koch ex Boiss.
- Palimbia decussata Schur
- Palimbia defoliata Korovin
- Palimbia ramosissima DC.
- Palimbia ramosissima Thwaites
- Palimbia rediviva Thell.
- Palimbia salsa Besser
- Palimbia turgaica Lipsky